# Sindsrobønnen
Sindsrobønnen (eng.: Serenity Prayer) er den almindelige betegnelse for en bøn formuleret af den amerikanske teolog Reinhold Niebuhr (født 1892, død 1971).  Ordlyden i Anonyme Alkoholikeres bøn, der stadig bruges i dag, er:
```
God, grant me the serenity to accept the things I cannot change,
The courage to change the things I can,
And the wisdom to know the difference.
  

Dansk oversættelse:

Gud give mig sindsro til at acceptere de ting, jeg ikke kan ændre,
mod til at ændre de ting jeg kan, 
og visdom til at se forskellen.
[
1
]
[
2
]
```

Den originale version af Reinhold Niebuhr:
```
God, give us grace to accept with serenity
the things that cannot be changed,
Courage to change the things
which should be changed,
and the Wisdom to distinguish
the one from the other.
   
Living one day at a time,
Enjoying one moment at a time,
Accepting hardship as a pathway to peace,
Taking, as Jesus did,
This sinful world as it is,
Not as I would have it,
Trusting that You will make all things right,
If I surrender to Your will,
So that I may be reasonably happy in this life,
And supremely happy with You forever in the next.
   
Amen.
```